# EPIC 2014
Epic 2014 es un documental de nueve minutos creado en enero de 2005 por Robin Sloan y Matt Thompson, distribuida por Internet bajo licencia Creative Commons.
La película es presentada por un ficticio "Museum of Media History" en la Florida del 2015, donde la gente tiene acceso a una gran cantidad de información por Internet. Sin embargo, el periodismo deja de existir a causa de Google, Amazon, Microsoft y las redes sociales.

## El camino hacia el año 2015
- 1989: Tim Berners-Lee inventa la Internet como la conocemos.

- 1994: Se funda Amazon.com convirtiéndose en el estándar de las ventas por internet.

- 1998: Dos estudiantes de la Universidad de Stanford crean Google.

- 1999: Se crea Blogger.

- 2002: Friendster es creado; Google crea Google News, el cual es editado completamente sin intervención humana.

- 2003: Google compra Blogger.

- 2004: se lanza Gmail. Microsoft's Newsbot se crea como competidor a Google News. Picasa y Keyhole son compradas por Google y el buscador A9 también se lanza este año.

- 2005: Microsoft compra Friendster. Apple lanza el wifipod

- 2006: Google lanza Google Apps, con una virtual cantidad de espacio ilimitado para compartir todo tipo de medios

- 2007: Se crea Microsoft Newsbotster, que al parecer es un servicio similar Digg o Menéame

- 2008: Google y Amazon se fusionan, dando origen a Googlezon. The New York Times permite ver su sitio web a cambio de una suscripción.

- 2010: Se inicia una guerra entre los servicios de Microsoft y Googlezon